# 평창알펜시아스키점프센터

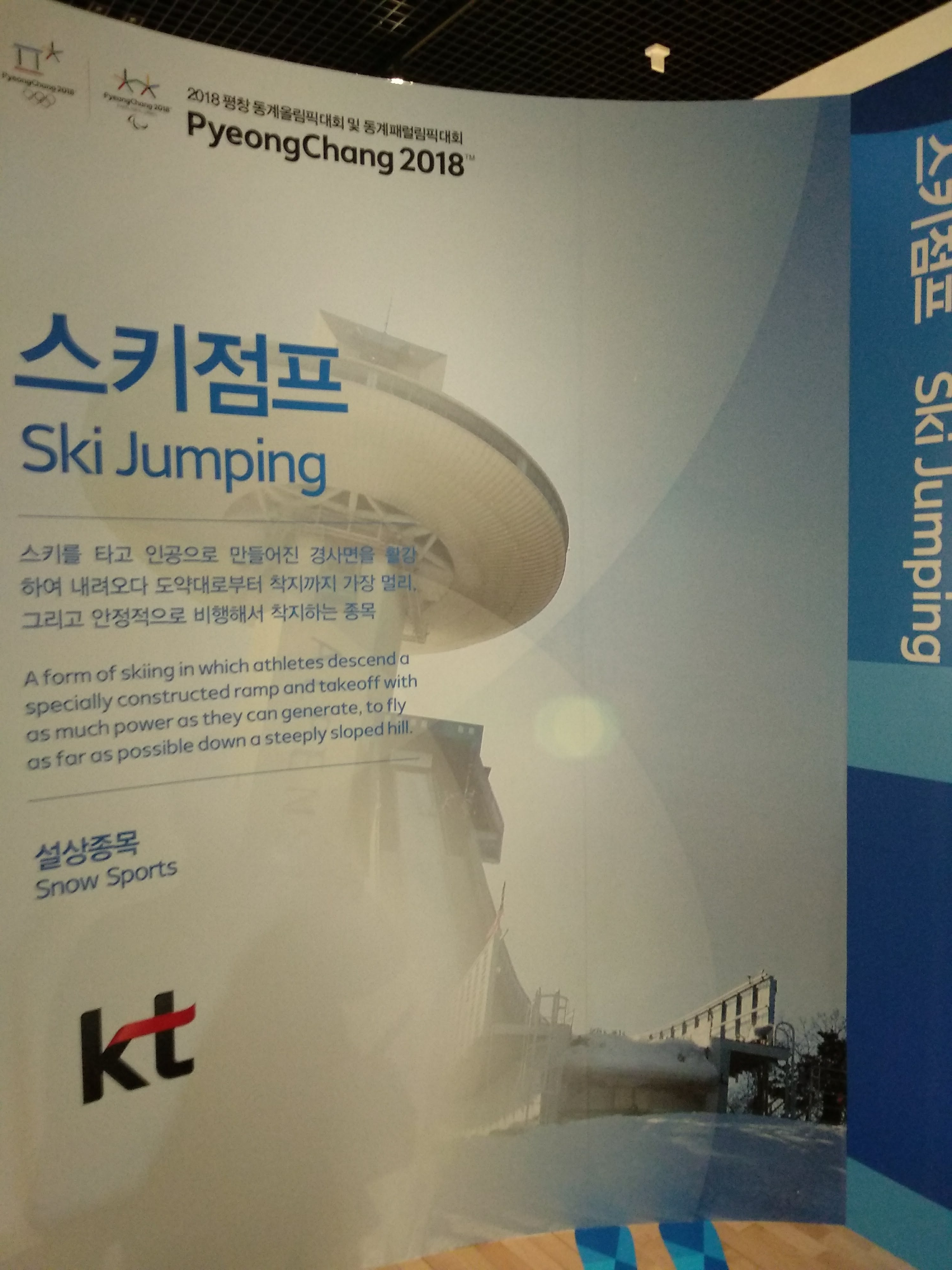
대한민국역사박물관에 전시된 경기장 설명

평창알펜시아스키점프센터(平昌알펜시아스키점프센터, Pyeongchang Alpensia Ski Jumping Centre)는 대한민국 강원특별자치도 평창군에 있는 스포츠 시설이다. 스키점프와 노르딕복합 경기가 가능한 스키점프대가 설치되어 있고, 축구 경기가 가능한 천연잔디 필드가 조성되어 있다. 2018년 동계 올림픽의 스키점프 경기, 노르딕 복합, 스노보드 빅에어 경기가 열렸다.

## 경기장 시설
알펜시아(Alpensia)는 알프스(Alps)를 뜻하는 독일어의 알펜(Alpen)과 아시아(Aisa), 판타지아(Fantasia)를 조합한 단어로 ‘환상적인 아시아의 알프스’라는 의미이다.
스키점프 경기장은 노멀힐 K-98, 라지힐 K-125의 공식 경기장 2기와 K-15, K-30, K-60의 보조 경기장 3기로 구성되어있다. 관중 수용 능력은 좌석 11,000명, 입석 2,500명으로 총 13,500명을 수용한다. 관리동은 선수 휴게실, 선수 대기실, 장비 보관소, 심판진 휴게실을 배치하는 현대식 클럽하우스 개념으로 구성하였다. 또 스키점프장 정상까지 장비를 직접 가지고 올라갈 수 있는 모노레일을 설치하여 편의성을 더하였다. 조명 시설도 충분히 설치해 주.야간으로 경기가 가능하다.

## 문제점
하지만 2009년 첫 대회인 2009 FIS 스키점프 대륙컵부터 강한 바람이 경기장의 보완해야 할 문제로 등장하였다. 경기장이 해발 700ｍ의 대관령 산악지역에 위치해 바람이 많이 부는 것이다. 100ｍ가까이 공중에 뜬 채로 내려오는 스키점프에서 바람은 선수들의 기록과 안전에 큰 변수로 작용하기 때문이다. 결국 이 문제로 2015년 2월, 전국동계체육대회의 시범 종목으로 열리기로 돼 있던 스키점프 경기까지 취소된다. 이유는 역시 경기장 건설시 바람의 방향과 세기 등을 고려하지 않았다는 것. 이로 인해 국제 스키 연맹으로부터 사용불가 판정을 받았고, 경기장의 국제인증유효기간도 2014년 12월로 끝나 무면허 경기장까지 되어버린 상황이다. 이에 따라 경기장은 바람막이 설치 보수공사가 진행 중이다.

## 그 외
경기장은 스키점프의 대회나 국가대표 훈련 기간이 아니면 사실상 휴업 상태였다. 전망대의 관광 상품화로 입장료를 받았지만 연간 14억 원에 이르는 운영비를 감당하기에는 턱없이 부족했다. 그래서 생각한 것이 축구장으로의 활용이였다.
2016년 강원 FC가 축구장으로 활용하여 4경기를 치렀으며, 강릉종합운동장이 2018년 동계 올림픽을 앞두고 보안시설로 지정된 관계로 강원 FC의 2017년 시즌 메인 홈 구장으로 이용한다. 장점으로는 해발 700ｍ에 위치해 한여름에도 평균기온이 21.9도 정도로 낮다는 점이다. 또 시설은 축구전용구장급 시야, LED 조명, 올림픽 음향 시설이 갖춰져 있어, 최고의 경기 관람 환경을 자랑한다. 단점으로 지적된 낮은 접근성은 셔틀버스를 늘려서 해결할 계획이다.
이후 2017 스플릿 라운드부터는 춘천송암스포츠타운에서 홈 경기를 진행하고 있다.
그리고 영화 국가대표의 촬영지이기도 하다.

## 사진

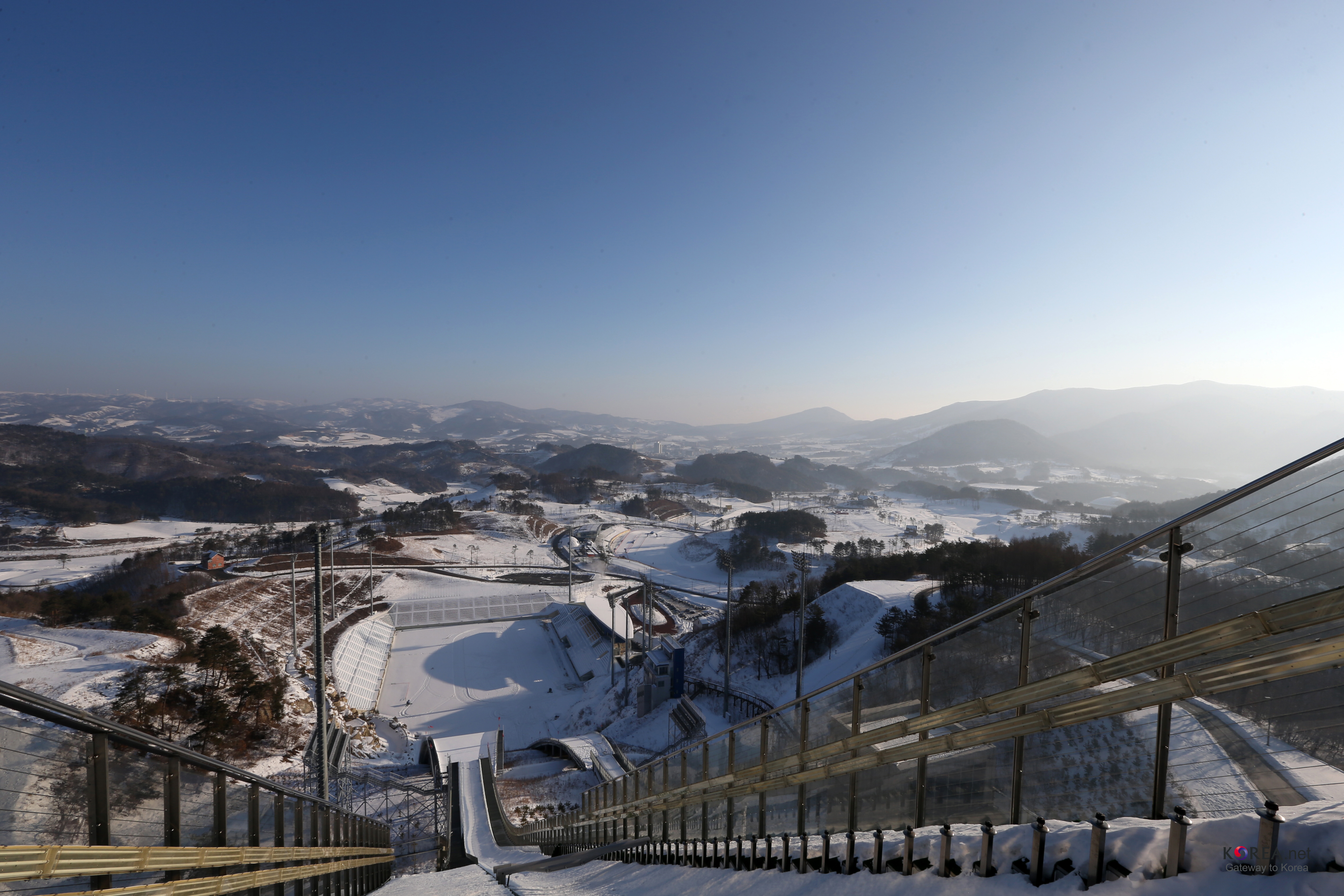
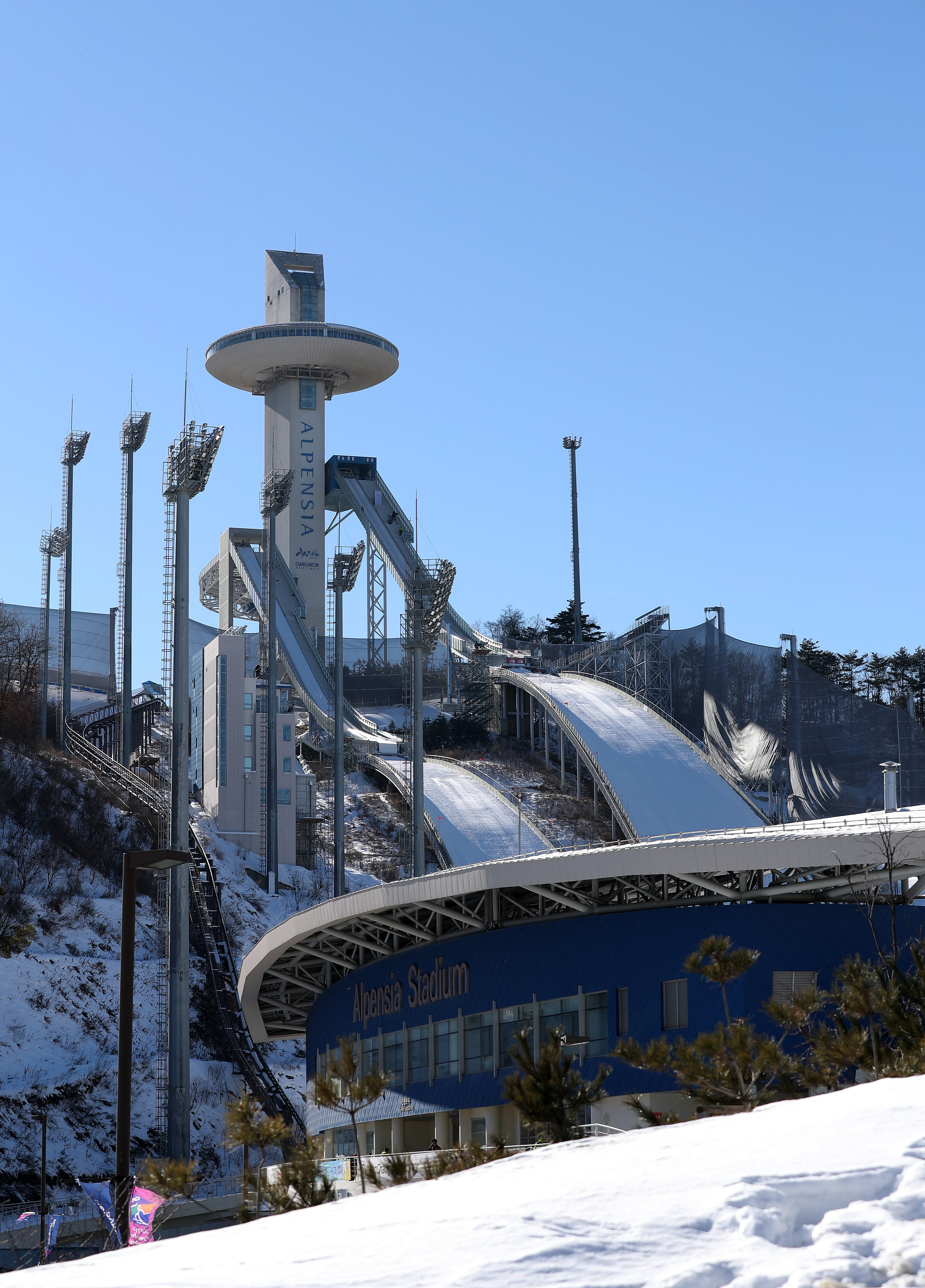
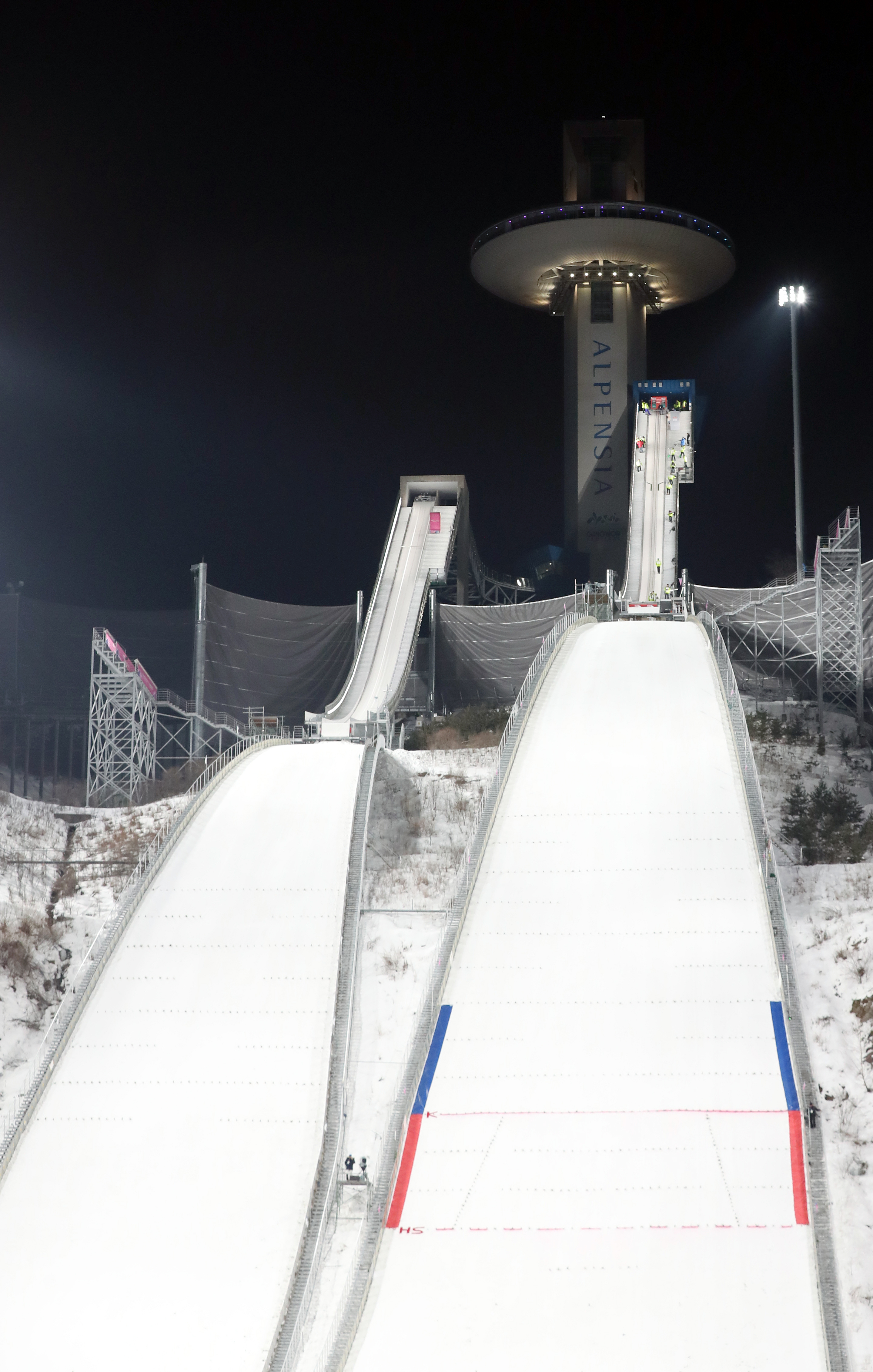
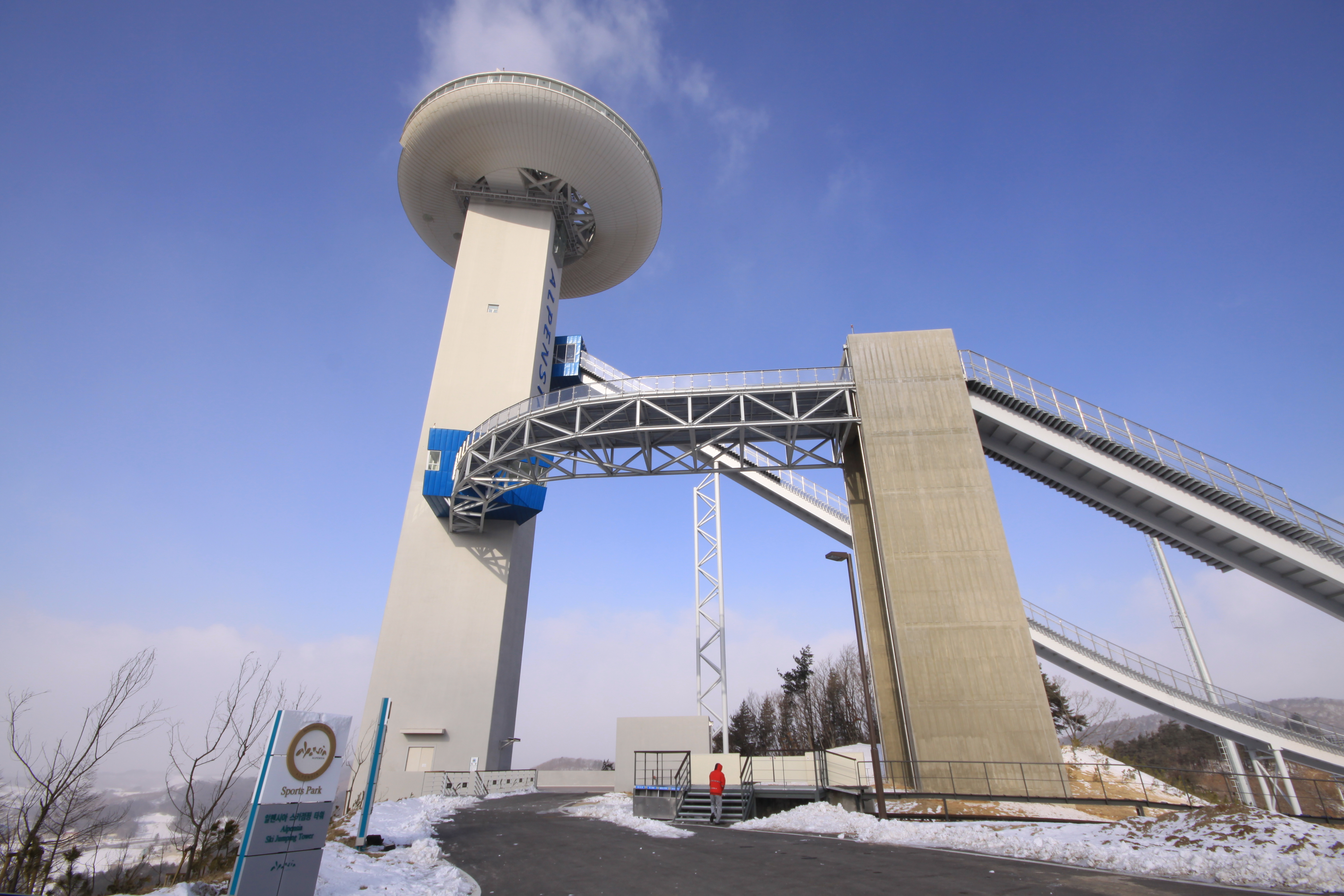

## 스키점프 대회

### 남자
| 날짜            | 종목   | 대회   | 우승              | 2등               | 3등               |
| --------------- | ------ | ------ | ----------------- | ----------------- | ----------------- |
| 2009년 9월 3일  | 노멀힐 | 대륙컵 | 스테판 훌라       | 김현기            | 주리즈 테페스     |
| 2009년 9월 5일  | 라지힐 | 대륙컵 | 김현기            | 다위드 쿠바키     | 스테판 훌라       |
| 2011년 1월 12일 | 라지힐 | 대륙컵 | 마차스 풍게르타르 | 줄리안 무시올     | 로크 지마         |
| 2011년 1월 13일 | 라지힐 | 대륙컵 | 마차스 풍게르타르 | 로크 지마         | 로버트 흐르고타   |
| 2016년 1월 23일 | 노멀힐 | 연맹컵 | 최흥철            | 최서우            | 로크 저스틴       |
| 2016년 1월 24일 | 노멀힐 | 연맹컵 | 로크 저스틴       | 유야 야마다       | 타케히로 나가이   |
| 2017년 2월 15일 | 라지힐 | 월드컵 | 슈테판 크라프트   | 안드레아스 벨링거 | 카밀 스토흐       |
| 2017년 2월 16일 | 노멀힐 | 월드컵 | 마치에이 코트     | 슈테판 크라프트   | 안드레아스 벨링거 |

### 여자
| 날짜            | 종목   | 대회   | 우승          | 2등           | 3등         |
| --------------- | ------ | ------ | ------------- | ------------- | ----------- |
| 2017년 2월 15일 | 노멀힐 | 월드컵 | 유키 이토     | 다카나시 사라 | 엠마 클리넥 |
| 2017년 2월 15일 | 노멀힐 | 월드컵 | 다카나시 사라 | 유키 이토     | 마렌 룬드비 |

## 노르딕 복합 대회

### 남자
| 날짜            | 종목   | 대회           | 우승            | 2등                 | 3등               |
| --------------- | ------ | -------------- | --------------- | ------------------- | ----------------- |
| 2016년 1월 23일 | 노멀힐 | 월드컵(GU10KM) | 하랄드 렘머러   | 프란츠-요제프 Rehrl | 마르코 Pichlmayer |
| 2016년 1월 24일 | 노멀힐 | 월드컵(GU10KM) | 시몬 토비아스   | 마르코 Pichlmayer   | Wence 베버        |
| 2017년 2월 4일  | 라지힐 | 월드컵(GU10KM) | 요하네스 라이첵 | 마리오 자이들       | 파비안 Rießle     |
| 2017년 2월 5일  | 라지힐 | 월드컵(GU10KM) | 요하네스 라이첵 | 에릭 프렌젤         | 마리오 자이들     |

## 스노보드 대회

### 남자
| 날짜             | 종목   | 대회   | 우승          | 2등           | 3등           |
| ---------------- | ------ | ------ | ------------- | ------------- | ------------- |
| 2016년 12월 14일 | 빅에어 | 월드컵 | 마크 맥모리스 | 맥상스 패로트 | 라이언 스테셀 |

## 참고 문헌
- 〈평창알펜시아리조트〉. 《두피디아》. 두산.
- 《전국 공공체육 시설 현황 (2017년말 기준)》. 대한민국 문화체육관광부. 2019.

## 같이 보기
- 평창알펜시아리조트
- 2018년 동계 올림픽